# Trillium cuneatum
Espèce
Classification APG II (2003)
Trillium cuneatum est une plante herbacée, vivace et rhizomateuse de la famille des Liliaceae (classification classique) ou des Melanthiaceae (classification APG II, 2003).

## Description

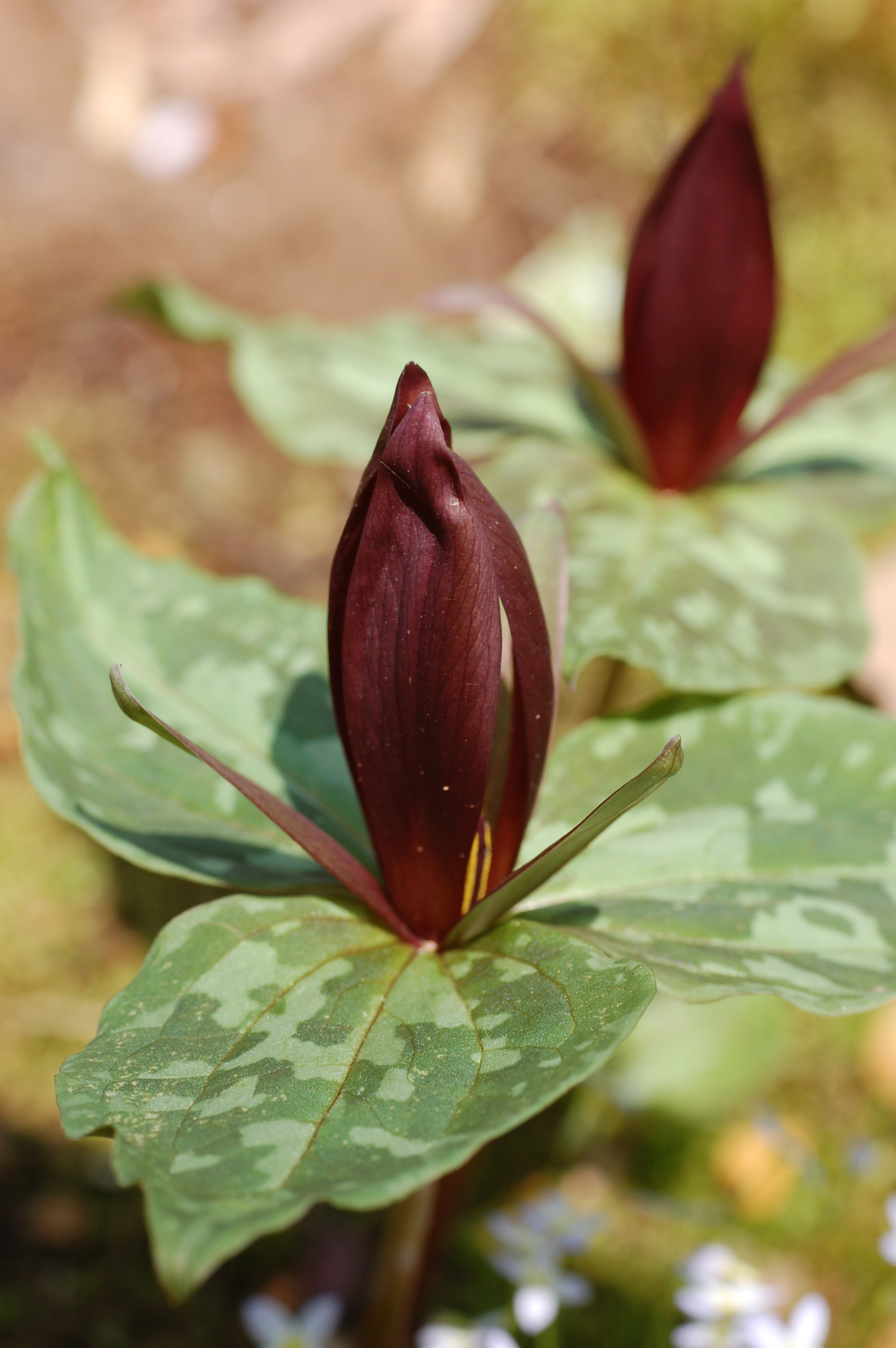
Fleur de Trillium cuneatum

Cette plante originaire du sud-est des États-Unis fleurit au printemps dans les forêts de pente montagnardes fraîches sur sol surtout calcaire. Les pétales de 3 à 6 cm sont de couleur variable : verdâtres, jaunâtres, pourpre, marron, parfois bicolores. Les feuilles ovales acuminées ont des taches très marquées, qui pâlissent avec l’âge. Le fruit est une baie verte à lignes pourpres.

## Aire de répartition
Du sud du Kentucky et de la Caroline du Nord jusqu'au Mississippi et à l’Alabama.

Carte de répartition

## Divers
En anglais, son nom est Large Toadshade ou Bloody Butcher. La variété luteum J.D. Freeman est à fleur jaune ou jaune citron. Là où leur aire de répartition se chevauche, cette variété forme des hybrides naturels avec Trillium luteum.

## Sources
- Frederick W. Case, Jr. & Roberta B. Case, Trilliums, Timber Press, 1997  (ISBN 0-88192-374-5)